# Syndyophyllum
Syndyophyllum é um género botânico pertencente à família Euphorbiaceae.
Plantas encontradas no norte de Sumatra, Bornéo e Nova Guiné.

## Espécies
- Syndyophyllum excelsum
- Syndyophyllum occidentale
- Syndyophyllum trinervium

## Nome e referências
Syndyophyllum Lauterb. & K.Schum.